# Estados Unidos en la Copa Mundial de Fútbol de 2002
La selección de los Estados Unidos fue uno de los 32 equipos participantes en la Copa Mundial de Fútbol de 2002, torneo que se llevó a cabo del 31 de mayo al 30 de junio en Corea del Sur y Japón.
Estados Unidos clasificó nuevamente al Mundial de Fútbol, completando así la cuarta participación consecutiva. Los estadounidenses integraron el Grupo D compuesto también por Corea del Sur (coanfitrión), Portugal y Polonia.
En el Grupo, Estados Unidos fue segundo luego de superar 3-2 a Portugal, igualar 1-1 con Corea del Sur y caer 1-3 con la eliminada selección polaca. En los octavos de final, Estados Unidos se enfrentó a un viejo rival, México, ganándole 2-0. La fase de los cuartos de final, significó la eliminación para los estadounidenses ya que cayeron 0-1 con Alemania, equipo que posteriormente llegó a la final perdiéndola con Brasil. Es la mejor actuación de la selección estadounidense desde el Mundial de 1930.

## Clasificación

### Segunda fase

#### Grupo C
| Equipo         | Pts. | PJ | PG | PE | PP | GF | GC | Dif |
| -------------- | ---- | -- | -- | -- | -- | -- | -- | --- |
| Estados Unidos | 11   | 6  | 3  | 2  | 1  | 14 | 3  | 11  |
| Costa Rica     | 10   | 6  | 3  | 1  | 2  | 9  | 6  | 3   |
| Guatemala      | 10   | 6  | 3  | 1  | 2  | 9  | 6  | 3   |
| Barbados       | 3    | 6  | 1  | 0  | 5  | 3  | 20 | -17 |

| Fecha                   | Lugar            |                |                           | Resultado |                           |                |
| ----------------------- | ---------------- | -------------- | ------------------------- | --------- | ------------------------- | -------------- |
| 16 de julio de 2000     | Mazatenango      | Guatemala      | Bandera de Guatemala      | 1:1 (0:1) | Bandera de Estados Unidos | Estados Unidos |
| 23 de julio de 2000     | San José         | Costa Rica     | Bandera de Costa Rica     | 2:1 (1:0) | Bandera de Estados Unidos | Estados Unidos |
| 16 de agosto de 2000    | Foxborough       | Estados Unidos | Bandera de Estados Unidos | 7:0 (3:0) | Bandera de Barbados       | Barbados       |
| 3 de septiembre de 2000 | Washington D. C. | Estados Unidos | Bandera de Estados Unidos | 1:0 (0:0) | Bandera de Guatemala      | Guatemala      |
| 11 de octubre de 2000   | Columbus         | Estados Unidos | Bandera de Estados Unidos | 0:0       | Bandera de Costa Rica     | Costa Rica     |
| 15 de noviembre de 2000 | Bridgetown       | Barbados       | Bandera de Barbados       | 0:4 (0:0) | Bandera de Estados Unidos | Estados Unidos |

### Hexagonal final
| Equipo            | Pts. | PJ | PG | PE | PP | GF | GC | Dif |
| ----------------- | ---- | -- | -- | -- | -- | -- | -- | --- |
| Costa Rica        | 23   | 10 | 7  | 2  | 1  | 17 | 7  | 10  |
| México            | 17   | 10 | 5  | 2  | 3  | 16 | 9  | 7   |
| Estados Unidos    | 17   | 10 | 5  | 2  | 3  | 11 | 8  | 3   |
| Honduras          | 14   | 10 | 4  | 2  | 4  | 17 | 17 | 3   |
| Jamaica           | 8    | 10 | 2  | 2  | 6  | 7  | 14 | -7  |
| Trinidad y Tobago | 5    | 10 | 1  | 2  | 7  | 5  | 18 | -13 |

| L\V                          | Bandera de Costa Rica | Bandera de Estados Unidos | Bandera de Honduras | Bandera de Jamaica | Bandera de México | Bandera de Trinidad y Tobago |
| Bandera de Costa Rica        |                       | 2:0                       | 2:2                 | 2:1                | 0:0               | 3:0                          |
| Bandera de Estados Unidos    | 1:0                   |                           | 2:3                 | 2:1                | 2:0               | 2:0                          |
| Bandera de Honduras          | 2:3                   | 1:2                       |                     | 1:0                | 3:1               | 0:1                          |
| Bandera de Jamaica           | 0:1                   | 0:0                       | 1:1                 |                    | 1:2               | 1:0                          |
| Bandera de México            | 1:2                   | 1:0                       | 3:0                 | 4:0                |                   | 3:0                          |
| Bandera de Trinidad y Tobago | 0:2                   | 2:4                       | 1:2                 | 1:2                | 1:1               |                              |

|  | Clasificado a la Copa Mundial de Fútbol de 2002. |

| Fecha                   | Lugar            |                   |                              | Resultado |                              |                   |
| ----------------------- | ---------------- | ----------------- | ---------------------------- | --------- | ---------------------------- | ----------------- |
| 28 de febrero de 2001   | Columbus         | Estados Unidos    | Bandera de Estados Unidos    | 2:0 (0:0) | Bandera de México            | México            |
| 25 de marzo de 2001     | San Pedro Sula   | Honduras          | Bandera de Honduras          | 1:2 (0:1) | Bandera de Estados Unidos    | Estados Unidos    |
| 25 de abril de 2001     | Kansas City      | Estados Unidos    | Bandera de Estados Unidos    | 1:0 (0:0) | Bandera de Costa Rica        | Costa Rica        |
| 16 de junio de 2001     | Kingston         | Jamaica           | Bandera de Jamaica           | 0:0       | Bandera de Estados Unidos    | Estados Unidos    |
| 20 de junio de 2001     | Foxborough       | Estados Unidos    | Bandera de Estados Unidos    | 2:0 (2:0) | Bandera de Trinidad y Tobago | Trinidad y Tobago |
| 1 de julio de 2001      | Ciudad de México | México            | Bandera de México            | 1:0 (1:0) | Bandera de Estados Unidos    | Estados Unidos    |
| 1 de septiembre de 2001 | Washington D. C. | Estados Unidos    | Bandera de Estados Unidos    | 2:3 (1:1) | Bandera de Honduras          | Honduras          |
| 5 de septiembre de 2001 | San José         | Costa Rica        | Bandera de Costa Rica        | 2:0 (1:0) |                              | Estados Unidos    |
| 7 de octubre de 2001    | Foxborough       | Estados Unidos    | Bandera de Estados Unidos    | 2:1 (1:1) | Bandera de Jamaica           | Jamaica           |
| 11 de noviembre de 2001 | Puerto España    | Trinidad y Tobago | Bandera de Trinidad y Tobago | 0:0       | Bandera de Estados Unidos    | Estados Unidos    |

## Jugadores
| #  | Nombre           | Nac | Posición       | Edad | PJ Sel | Club                   |
| -- | ---------------- | --- | -------------- | ---- | ------ | ---------------------- |
| 1  | Brad Friedel     |     | Portero        | 31   | 74     | Blackburn Rovers       |
| 2  | Frankie Hejduk   |     | Defensa        | 27   | 38     | Bayer Leverkusen       |
| 3  | Gregg Berhalter  |     | Defensa        | 28   | 25     | Crystal Palace         |
| 4  | Pablo Mastroeni  |     | Defensa        | 25   | 8      | Colorado Rapids        |
| 5  | John O'Brien     |     | Centrocampista | 24   | 13     | Ajax Ámsterdam         |
| 6  | David Regis      |     | Defensa        | 33   | 28     | FC Metz                |
| 7  | Eddie Lewis      |     | Centrocampista | 28   | 38     | Fulham FC              |
| 8  | Earnie Stewart   |     | Defensa        | 33   | 77     | NAC Breda              |
| 9  | Joe-Max Moore    |     | Delantero      | 31   | 95     | Everton FC             |
| 10 | Claudio Reyna    |     | Delantero      | 25   | 34     | Manchester City        |
| 11 | Clint Mathis     |     | Delantero      | 25   | 19     | MetroStars             |
| 12 | Jeff Agoos       |     | Defensa        | 34   | 127    | San Jose Earthquakes   |
| 13 | Cobi Jones       |     | Centrocampista | 32   | 153    | Los Angeles Galaxy     |
| 14 | Steve Cherundolo |     | Defensa        | 28   | 10     | Hannover 96            |
| 15 | Josh Wolff       |     | Delantero      | 25   | 16     | Chicago Fire           |
| 16 | Carlos Llamosa   |     | Defensa        | 33   | 26     | New England Revolution |
| 17 | DaMarcus Beasley |     | Centrocampista | 20   | 9      | Chicago Fire           |
| 18 | Kasey Keller     |     | Portero        | 33   | 58     | Tottenham Hotspur      |
| 19 | Tony Meola       |     | Portero        | 32   | 98     | Kansas City Wizards    |
| 20 | Brian McBride    |     | Delantero      | 28   | 58     | Columbus Crew          |
| 21 | Landon Donovan   |     | Delantero      | 20   | 20     | San Jose Earthquakes   |
| 22 | Tony Sanneh      |     | Defensa        | 35   | 29     | 1. FC Nürnberg         |
| 23 | Eddie Pope       |     | Defensa        | 33   | 48     | D.C. United            |
| DT | Bruce Arena      |     |                |      |        |                        |

## Participación

### Primera fase

#### Grupo D
| Equipo         | Pts | PJ | PG | PE | PP | GF | GC | DIF |
| -------------- | --- | -- | -- | -- | -- | -- | -- | --- |
| Corea del Sur  | 7   | 3  | 2  | 1  | 0  | 4  | 1  | +3  |
| Estados Unidos | 4   | 3  | 1  | 1  | 1  | 5  | 6  | -1  |
| Portugal       | 3   | 3  | 1  | 0  | 2  | 6  | 4  | +2  |
| Polonia        | 3   | 3  | 1  | 0  | 2  | 3  | 7  | -4  |

| 5 de junio de 2002, 18:00 | Estados Unidos                                    | 3:2 (3:1) | Portugal                    | Estadio Mundialista, Suwon                               |                                                          |
|                           | O'Brien 4' · Jorge Costa 29' (a.g.) · McBride 36' | Reporte   | Beto 39' · Agoos 71' (a.g.) | Asistencia: 37.306 espectadores Árbitro(s): Byron Moreno | Asistencia: 37.306 espectadores Árbitro(s): Byron Moreno |

| 10 de junio de 2002, 15:30 | Corea del Sur | 1:1 (0:1) | Estados Unidos | Estadio Mundialista, Daegu                            |                                                       |
|                            | Ahn 78'       | Reporte   | Mathis 24'     | Asistencia: 60.778 espectadores Árbitro(s): Urs Meier | Asistencia: 60.778 espectadores Árbitro(s): Urs Meier |

| 14 de junio de 2002, 20:30 | Polonia                                       | 3:1 (2:0) | Estados Unidos | Estadio Mundialista, Daejeon                       |                                                    |
|                            | Olisadebe 3' · Kryszałowicz 5' · Żewłakow 65' | Reporte   | Donovan 83'    | Asistencia: 26.482 espectadores Árbitro(s): Jun Lu | Asistencia: 26.482 espectadores Árbitro(s): Jun Lu |

### Octavos de final
| 17 de junio de 2002, 15:30 | México | 0:2 (0:1) | Estados Unidos           | Estadio Mundialista, Jeonju                                    |                                                                |
|                            |        | Reporte   | McBride 8' · Donovan 65' | Asistencia: 36.380 espectadores Árbitro(s): Vitor Melo Pereira | Asistencia: 36.380 espectadores Árbitro(s): Vitor Melo Pereira |

### Cuartos de final
| 21 de junio de 2002, 20:30 | Alemania    | 1:0 (1:0) | Estados Unidos | Estadio Munsu, Ulsan                                    |                                                         |
|                            | Ballack 39' | Reporte   |                | Asistencia: 37.337 espectadores Árbitro(s): Hugh Dallas | Asistencia: 37.337 espectadores Árbitro(s): Hugh Dallas |